# Diocesi di Vélez
La diocesi di Vélez (in latino Dioecesis Velezana) è una sede della Chiesa cattolica in Colombia suffraganea dell'arcidiocesi di Bucaramanga. Nel 2022 contava 136.876 battezzati su 168.563 abitanti. La sede è vacante.

## Territorio
La diocesi comprende 19 comuni nel dipartimento colombiano di Santander: Aguada, Albania, Barbosa, Bolívar, Chipatá, Florián, El Peñón, Guavatá, Güepsa, Jesús María, Landázuri, La Belleza, La Paz, Puente Nacional, Sucre, San Benito, Santa Helena del Opón, Vélez e il distretto di Santa Rita del Opón del comune di El Guacamayo.
Sede vescovile è la città di Vélez, dove si trova la cattedrale della Madonna delle Nevi (Nuestra Señora de las Nieves).
Il territorio si estende su una superficie di 4.957 km² ed è suddiviso in 33 parrocchie, raggruppate in 4 arcipreture.

## Storia
La diocesi è stata eretta il 14 maggio 2003 con la bolla Ad satius providendum di papa Giovanni Paolo II, ricavandone il territorio dalla diocesi di Socorro e San Gil.

## Cronotassi dei vescovi
Si omettono i periodi di sede vacante non superiori ai 2 anni o non storicamente accertati.
- Luis Alberto Cortés Rendón † (14 maggio 2003 - 30 novembre 2015 nominato vescovo ausiliare di Pereira[1])
- Marco Antonio Merchán Ladino (26 ottobre 2016 - 14 aprile 2023 nominato vescovo di Neiva)
  - Sede vacante (dal 2023)

## Statistiche
La diocesi nel 2022 su una popolazione di 168.563 persone contava 136.876 battezzati, corrispondenti all'81,2% del totale.
| anno | popolazione | popolazione | popolazione | presbiteri | presbiteri | presbiteri | presbiteri                | diaconi | religiosi | religiosi | parrocchie |
| anno | battezzati  | totale      | %           | numero     | secolari   | regolari   | battezzati per presbitero | diaconi | uomini    | donne     | parrocchie |
| ---- | ----------- | ----------- | ----------- | ---------- | ---------- | ---------- | ------------------------- | ------- | --------- | --------- | ---------- |
| 2003 | 171.000     | 190.000     | 90,0        | 39         | 39         |            | 4.384                     |         |           | 51        | 28         |
| 2004 | 180.000     | 200.000     | 90,0        | 38         | 38         |            | 4.736                     |         |           | 39        | 28         |
| 2010 | 193.000     | 215.000     | 89,8        | 43         | 43         |            | 4.488                     |         |           | 28        | 32         |
| 2014 | 201.000     | 225.600     | 89,1        | 41         | 41         |            | 4.902                     |         |           | 30        | 33         |
| 2017 | 207.320     | 233.610     | 88,7        | 38         | 38         |            | 5.455                     | 1       |           | 26        | 33         |
| 2020 | 132.600     | 163.300     | 81,2        | 39         | 36         | 3          | 3.400                     |         | 3         | 18        | 33         |
| 2022 | 136.876     | 168.563     | 81,2        | 40         | 37         | 3          | 3.421                     |         | 3         | 15        | 33         |